# Live 1983-1989
Live 1983-1989 è un album del gruppo musicale britannico Eurythmics, uscito nel 1993.

## Tracce
1. Never Gonna Cry Again
2. Love Is a Stranger
3. Sweet Dreams (Are Made of This)
4. This City Never Sleeps
5. Somebody Told Me
6. Who's That Girl?
7. Right by Your Side
8. Here Comes the Rain Again
9. Sexcrime (Nineteen Eighty-Four)
10. I Love You Like a Ball and Chain
11. Would I Lie to You?
12. There Must Be an Angel (Playing with My Heart)
13. Thorn in My Side
14. Let's Go!
15. Missionary Man
16. The Last Time
17. The Miracle of Love
18. I Need a Man
19. We Two Are One
20. (My My) Baby's Gonna Cry
21. Don't Ask Me Why
22. Angel